# Wouter Goris
Wouter Goris ist ein niederländischer Philosoph.

## Leben
Er studierte Philosophie in Amsterdam, Löwen und Paris. Nach der Promotion 1997 an der Vrije Universiteit Amsterdam war er von 1998 bis 2006 Akademischer Rat am Thomas-Institut in Köln. Von 2006 bis 2016 lehrte er als ordentlicher Professor für antike und mittelalterliche Philosophie an der Vrije Universiteit Amsterdam. Seit 2017 ist er ordentlicher Professor für Philosophie, insb. des Mittelalters, an der Universität Bonn.
Seine Forschungsschwerpunkte sind die Untersuchung des Ursprungs der Transzendentalphilosophie im Mittelalter, Johannes Duns Scotus, Edmund Husserl und Michel Foucault, Metaphysik und Logik sowie Theorien der Freiheit und des Guten.

## Veröffentlichungen (Auswahl)
- Einheit als Prinzip und Ziel. Versuch über die Einheitsmetaphysik des Opus tripartitum Meister Eckharts (= Studien und Texte zur Geistesgeschichte des Mittelalters. Band 59). Brill, Leiden/New York/Köln 1997, ISBN 90-04-10905-6 (zugleich Dissertation, Vrije Universiteit Amsterdam 1997).
- (Hrsg.): Die Metaphysik und das Gute. Aufsätze zu ihrem Verhältnis in Antike und Mittelalter. Jan A. Aertsen zu Ehren (= Recherches de théologie et philosophie médiévales. Band 2). Peeters, Leuven 1999, ISBN 90-429-0768-1.
- Absolute Beginners. Der mittelalterliche Beitrag zu einem Ausgang vom Unbedingten (= Studien und Texte zur Geistesgeschichte des Mittelalters. Band 93). Brill, Leiden/Boston 2007, ISBN 978-90-04-16215-0.
- Transzendentale Einheit (= Studien und Texte zur Geistesgeschichte des Mittelalters. Band 119). Brill, Leiden/Boston 2015, ISBN 9789004305113.
- mit Meinert A. Meyer und Vladimír Urbanek (Hrsg.): Gewalt sei ferne den Dingen! Contemporary perspectives on the works of John Amos Comenius. Springer VS, Wiesbaden 2016, ISBN 3-658-08260-7.